# Thranduil
In de door J.R.R. Tolkien geschapen wereld van Midden-aarde is Thranduil de koning van het Grote Groenewoud, een groot en dicht bos.

## Tweede Era
Na de dood van zijn vader tijdens de Eerste Slag van Dagorlad volgde Thranduil zijn vader op als koning van het Grote Groenewoud. Later leidde Thranduil de Boselfen van het Grote Groenewoud in de Derde Era naar het noorden van het woud vanwege de groei van Dol Guldur.
Thranduil, zoon van Oropher, is de vader van Legolas, de Elfenprins.

## Derde Era
Zijn eerste belangrijke optreden was zijn deelname aan de Slag van Vijf Legers, waarin zijn troepen met de Mensen van Dal, de Dwergen van de IJzerheuvels en de Dwergen van de Eenzame Berg, de groep van Thorin Eikenschild, de orks van de Nevelbergen bij de Eenzame berg verslaan.
In de Oorlog om de Ring nam Thranduil een belangrijke positie in. In zijn rijk werd Gollem een tijdlang gevangen gehouden, hoewel hij later wist te ontsnappen.
Zijn belangrijkste bijdrage was echter het gezamenlijke offensief met Celeborn en Galadriel van Lothlórien en de Bosmensen in het Demsterwold. Terwijl Thranduil het noorden bevrijdde van de kwade krachten, viel het leger van Lothlorien Dol Guldur, de voormalige vesting van Sauron aan.
Uiteindelijk werd hierdoor het gehele Demsterwold gezuiverd van kwade invloeden en onder de heerschappij van de Bosmensen en elfen gebracht.

## Trivia
- In het boek De Hobbit wordt hij niet bij naam genoemd. Er wordt slechts gesproken over de Elfenkoning.
- In de Hobbit-films doet het rijdier van Thranduil sterk aan een reuzenhert denken. Zijn troon lijkt uit geweien van dat dier te zijn samengesteld.